# Шарль Кост
Шарль Кост (фр. Charles Coste, 8 лютого 1924) — французький велогонщик.
Олімпійський чемпіон 1948 року в командній гонці переслідування.